# L'angelo del male (album)
| Recensione | Giudizio |
| ---------- | -------- |
| Newsic.it  |          |
| Rockol     |          |

L'angelo del male è il terzo album in studio del rapper italiano Baby Gang, pubblicato il 26 aprile 2024 dalla Warner Music Italy.

## Promozione
Il 23 marzo, Baby Gang ha annunciato l'uscita dell'album e i primi dieci brani con un post sui social network; due giorni dopo, l'artista ha svelato la tracklist completa del progetto e le 19 collaborazioni.

## Tracce
1. Guerra – 2:56 (musica: Higashi)
2. Bloods & crips – 2:37 (musica: Higashi)
3. Gangster (feat. Paky) – 3:24
4. Adrenalina (feat. Blanco, Marracash) – 2:46
5. Agente (feat. Emis Killa, Jake La Furia) – 3:31 (musica: Higashi)
6. Miez a via (feat. Geolier) – 3:07
7. Huracàn (feat. Gemitaiz, MadMan) – 2:40
8. Liberi – 2:48 (musica: Higashi)
9. Sola (feat. Lazza, Tedua) – 3:06 (musica: Higashi)
10. Madame (feat. Sfera Ebbasta) – 2:42 (musica: Higashi)
11. Millionaire (feat. Guè) – 2:48 (musica: Bobo)
12. Assistente sociale (feat. Simba La Rue) – 2:50 (musica: Higashi)
13. Serenata gangster (feat. Rocco Hunt) – 2:41
14. Italiano (feat. Niko Pandetta) – 2:06 (musica: Higashi)
15. Non mi vedi (feat. Ernia, Fabri Fibra, Geolier, Rkomi) – 3:16 (musica: Higashi, Poison Beatz)
16. Venom – 2:03 (musica: Bobo)

## Classifiche

### Classifiche settimanali
| Classifica (2024) | Posizione massima |
| ----------------- | ----------------- |
| Italia            | 1                 |
| Svizzera          | 5                 |

### Classifiche di fine anno
| Classifica (2024) | Posizione |
| ----------------- | --------- |
| Italia            | 19        |